# ذخیره‌گاه طبیعی پوهتو-لائلاتو
ذخیره‌گاه طبیعی پوهتو-لائلاتو (استونیایی: Puhtu-Laelatu) یک ذخیره‌گاه طبیعی واقع‌شده در غرب استونی در شهرستان لنه است.